# Mîkolaiivka, Peatîhatkî
Mîkolaiivka (în ucraineană Миколаївка) este un sat în comuna Troiițke din raionul Peatîhatkî, regiunea Dnipropetrovsk, Ucraina.

## Demografie
Componența lingvistică a localității Mîkolaiivka
     Ucraineană (94,92%)
     Rusă (4,14%)
     Alte limbi (0,94%)
Conform recensământului din 2001, majoritatea populației localității Mîkolaiivka era vorbitoare de ucraineană (94,92%), existând în minoritate și vorbitori de rusă (4,14%).